# Inglese scozzese
L'espressione inglese scozzese si riferisce alle varietà di inglese parlate in Scozia. Non è da confondersi con il gaelico scozzese, una lingua celtica appartenente al gruppo delle lingue goideliche, né con la Lingua scots, una lingua germanica molto simile all'inglese, ma che ha avuto un ben distinto processo di evoluzione. La principale varietà formale è chiamata Scottish Standard English o Standard Scottish English (in italiano: inglese scozzese standard), spesso abbreviata con l'acronimo SSE.

## Panoramica
L'inglese scozzese è nato col contatto tra scozzesi ed inglesi, parlanti l'inglese standard, dopo il XVII secolo. Vi sono stati dunque vari cambiamenti nell'uso della lingua inglese dei parlanti scozzesi, quali adattamenti fonetici ed importazioni lessicali, spesso scambiati per fusioni di fonemi dai linguisti con poca conoscenza della storia dell'SSE. In più, il processo è stato influenzato da forme dialettali ed interdialettali, ipercorrettismi e pronunce ortografiche.

## Storia

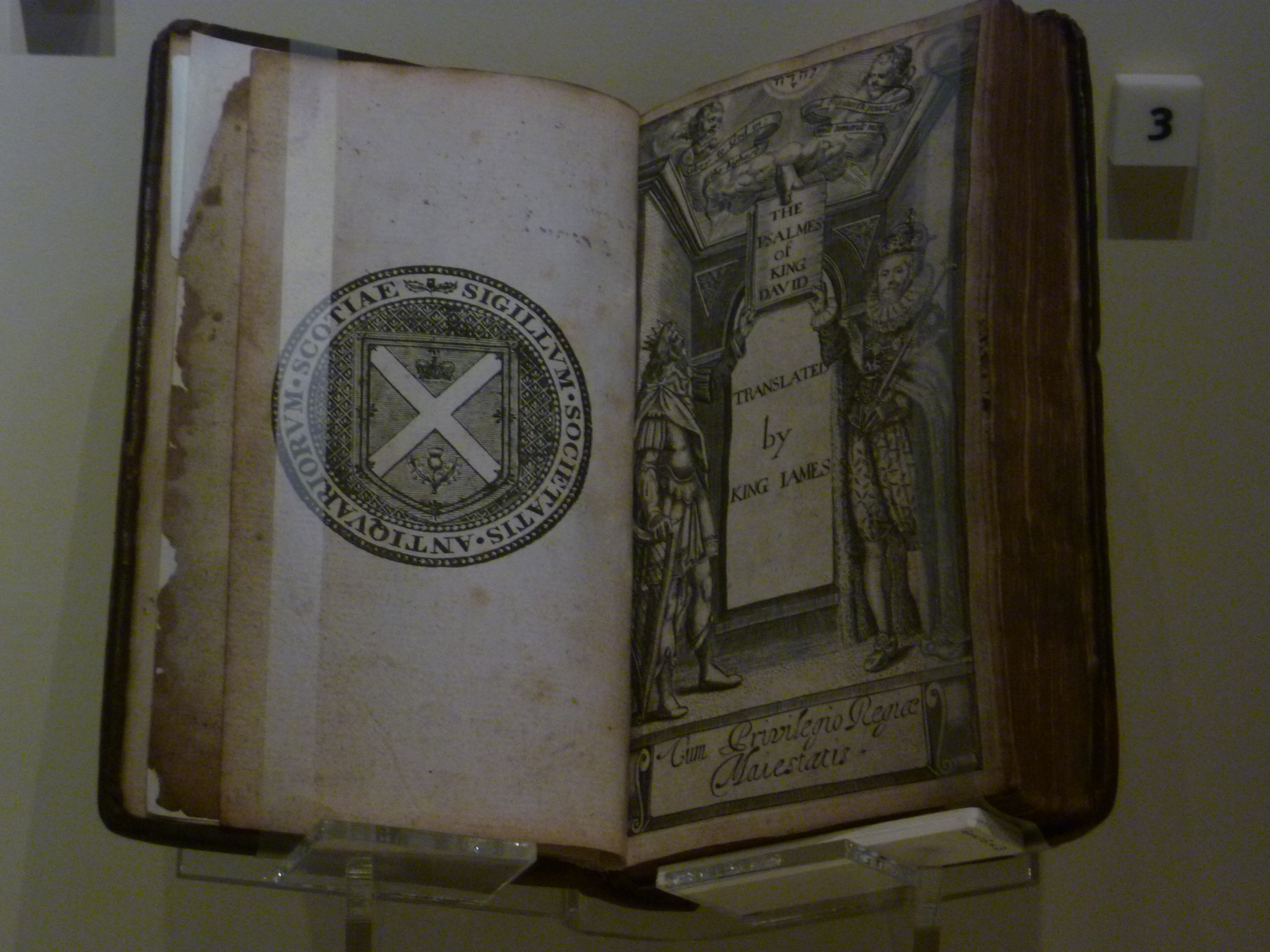
Un Libro dei Salmi stampato ai tempi di Giacomo VI

Convenzionalmente l'influenza dell'inglese d'Inghilterra sugli scozzesi vien fatta risalire alla Riforma scozzese del XVI secolo, assieme all'introduzione della stampa.  La stampa arrivò a Londra già nel 1476, ma il primo torchio non raggiunse la Scozia se non dopo 30 anni. Testi come la Bibbia di Geneva, stampati in inglese, vennero distribuiti in Scozia per diffondere la dottrina protestante.
Giacomo VI di Scozia divenne il Re Giacomo I d'Inghilterra nel 1603; essendo l'Inghilterra il regno più grande e ricco, trasferì la sua corte a Londra. Così i poeti di corte, raggiungendo il sud, "presero ad adattare linguaggio e stile dei loro versi ai gusti del pubblico inglese."  A questi fatti McClure attribuisce "l'improvviso e completo tramonto dello scozzese come lingua letteraria." A causa dell'assenza di una traduzione della Bibbia in scozzese la traduzione del Re Giacomo in inglese venne usata in entrambe le regioni.
L'Atto di Unione (1707) fuse i parlamenti inglesi e scozzesi, ma la Chiesa, le strutture educative e legali restarono separate. Il che porta ad importanti distinzioni professionali nelle definizioni di particolari termini; v'erano dunque parole con precisi significati in Scozia, che in Inghilterra non esistevano o avevano significati diversi.

## Fonologia
Il parlato della classe media scozzese tende a conformarsi alle norme grammaticali dello scritto standard, soprattutto nelle situazioni formali. L'inglese delle Highland è leggermente diverso da quello delle Lowland essendo il primo maggiormente influenzato da un substrato scozzese-gaelico a livello fonologico, grammaticale e lessicale. Similmente l'inglese della Scozia nord-orientale tende a seguire la fonologia e la grammatica del così detto dialetto dorico.
Nonostante la fonologia cambi tra i vari parlanti (a seconda dello stato sociale e della regione), vi sono alcuni aspetti piuttosto comuni della parlata scozzese:
- L'inglese scozzese è un accento rotico, ossia il fonema /r/ è pronunciato anche in coda di sillaba. Foneticamente può realizzarsi come un'approssimante alveolare [ɹ], il fonema standard, ma è più comune l'uso della monovibrante alveolare [ɾ] o di una più rara vibrante alveolare [r][11] (qui si userà /r/ per denotare comunque qualsiasi realizzazione di tale consonante rotica.)
  - Mentre molte altre varietà abbiano operato una fusione di /ɛ/, /ɪ/, /ʌ/ davanti ad /r/ (Fern–fir–fur merger), i parlanti scozzesi mantengono distinte le vocali di fern, fir, e fur.
  - Molte varietà scozzesi hanno un contrasto fonemico tra /o/ ed /ɔ/ davanti ad /r/, così che hoarse e horse non sono omofoni.
  - /or/ e /ur/ hanno anch'essi un contrasto, dunque shore e sure hanno una pronuncia differente, e così pour e poor.
  - /r/ davanti ad /l/ ha una realizzazione più forte. Può essere inserita tra i due foni una vocale epentetica, così che girl e world siano, per alcuni parlanti, parole bisillabiche. Lo stesso fenomeno può verificarsi in nessi come /rm/, /rn/, e /lm/.
- /w/ e /hw/ contrastano, dunque la coppia minima witch-which non si fonde.
- /x/ è comune in nomi e parole gaeliche o scozzesi, tanto da essere spesso insegnato ai visitatori, soprattutto per il "ch" di "loch". Alcuni parlanti lo impiegano anche in prestiti dal greco (technical, patriarch), esattamente come accade nel greco moderno e nella koinè, tuttavia il fonema corrispondeva a /kʰ/ in lingua greca antica. [senza fonte]
- /l/ è normalmente velarizzata, eccezion fatta per prestiti come "glen" (dal gaelico scozzese "gleann"), la cui forma originaria ha una L non velarizzata. Nelle regioni in cui il gaelico scozzese è stato abbandonato solo recentemente od è ancora parlato (come Dumfries, Galloway e West Highlands), la velarizzazione del fonema può essere assente in molte parole, rimanendo però in prestiti dalla variante velarizzata, come "loch" e "clan".
- /p/, /t/ e /k/ non sono aspirati nelle varietà conservative, mentre attualmente può avvenire una lieve aspirazione.[12]
- La quantità vocalica non è normalmente distintiva, nonostante la presenza della regola della quantità vocalica scozzese (Scottish vowel length rule), per cui alcune vocali come /i/, /u/, e /æ/) sono solitamente lunghe ma brevi davanti a consonanti nasali ed occlusive sonore. Questo non accade tra morfemi, quindi c'è una distinzione tra coppie come crude-crewed, need-kneed e side-sighed.
- Non esiste la vocale /ʊ/, che si fonde col fonema scozzese /u/. Fonologicamente la vocale può essere pronunciata come [ʉ] o persino [ʏ]. Dunque pull e pool sono omofoni.
- Cot-caught (cot-caught merger) in quasi tutte le varietà centrali sono omofoni, ma in altre ciò non avviene.[13]
- Quasi ovunque non vi è la distinzione delle vocali /æ/ ed /ɑː/; bath, trap, e palm hanno la stessa vocale.[13]
- La vocale dell'RP [i], come in happy, è normalmente /e/, ma talvolta /ɪ/ od /i/ (as in fleece).[14]
- /θs/ si usa spesso nei nomi plurale, laddove l'inglese meridionale utilizza /ðz/ (baths, youths, etc.); with e booth hanno come consonante finale /θ/. Si veda pronuncia del th inglese.
- Nel linguaggio colloquiale, una pausa glottidale può essere allofono di /t/ dopo una vocale, dando butter pronunciato [ˈbʌʔər]. Questi stessi parlanti possono pronunciare il suffisso "-ing" come [ɪn] e far passare in certi contesti /θ/ ad [h].
- /ɪ/ per alcuni parlanti di determinate regioni può essere più aperto, dunque [ë̞]. Altri parlanti lo pronunciano come in molti altri accenti, [ɪ], o come uno scevà ([ə]). Altri ancora possono pronunciarlo [ʌ] in certi contesti, soprattutto dopo /w/ (e /hw/).

Monottonghi dell'inglese scozzese.

| Monottonghi          | Monottonghi                                                         | Monottonghi                 |
| RP                   | SSE                                                                 | Esempi                      |
| -------------------- | ------------------------------------------------------------------- | --------------------------- |
| /ɪ/                  | [ë̞~ɪ]                                                               | bid, pit                    |
| /iː/                 | [i]                                                                 | bead, peat                  |
| /ɛ/                  | [ɛ~ɛ̝]                                                               | bed, pet                    |
| /eɪ/                 | [e(ː)]                                                              | bay, hey, fate              |
| /æ/                  | [ä]                                                                 | bad, pat                    |
| /ɑː/                 | [ä]                                                                 | balm, father, pa            |
| /ɒ/                  | [ɔ]                                                                 | bod, pot, cot               |
| /ɔː/                 | [ɔ]                                                                 | bawd, paw, caught           |
| /oʊ/                 | [o(ː)] In passato, prima di /m/ od /n/, o se finale di parola: [eː] | road, stone, toe            |
| /ʊ/                  | [ʉ]                                                                 | good, foot, put             |
| /uː/                 | [ʉ]                                                                 | booed, food                 |
| /ʌ/                  | [ʌ~ɐ]                                                               | bud, putt                   |
| Dittonghi            |                                                                     |                             |
| /aɪ/                 | [ɐi~ɜi~əi]                                                          | buy, ride, write            |
| /aʊ/                 | [ɐʉ~ɜʉ~əʉ] In passato, davanti a consonante sorda: [ʉ~u]            | how, pout                   |
| /ɔɪ/                 | [oi]                                                                | boy, hoy                    |
| /juː/                | [jʉ]                                                                | hue, pew, new               |
|                      |                                                                     |                             |
| /ɪr/                 | [ɪɹ] or [ɪɾ]                                                        | mirror, fir, thirst         |
| /ɪər/                | [i(ː)ə̞ɹ] od [iəɾ]                                                   | beer, mere                  |
| /ɛr/                 | [ɛ̝ɹ] od [ɛ̝ɾ]                                                        | berry, merry (also in her)  |
| /ɛər/                | [e(ː)ə̞ɹ] od [eəɾ]                                                   | bear, mare, Mary            |
| /ær/                 | [ä(ː)ɹ] od [äɾ]                                                     | barrow, marry               |
| /ɑr/                 | [ä(ː)ɹ] od [äɾ]                                                     | bar, card                   |
| /ɒr/                 | [ɔ(ː)ɹ] od [ɔɾ]                                                     | moral, forage               |
| /ɔr/                 | [ɔ(ː)ɹ] od [ɔɾ]                                                     | born, for                   |
| /ɔər/                | [oː(ə̞)ɹ] od [oɾ]                                                    | boar, four, more            |
| /ʊər/                | [ʉɹ] od [ʉɾ]                                                        | boor, moor                  |
| /ʌr/                 | [ʌɹ] od [ʌɾ]                                                        | hurry, Murray (also in fur) |
| /ɜr/ (ɝ)             | [ɪɹ], [ɛ̝ɹ], [ʌɹ]; o [ɪɾ], [ɛ̝ɾ], [ʌɾ]                                | bird, herd, furry           |
| Vocali neutralizzate |                                                                     |                             |
| /ɨ/                  |                                                                     | roses, business             |
| /ə/                  | [ə]                                                                 | Rosa’s, cuppa               |
| /ər/ (ɚ)             | [əɹ] od [əɾ]                                                        | runner, mercer              |

## Scotticismi
Gli scotticismi sono espressioni o parole caratteristiche della lingua scots, usate spesso anche nell'inglese scozzese Vengono usati molto più spesso nel parlato che nello scritto.
Tra gli esempi:
- What a dreich day!: "che giorno (dal tempo) orrendo!"; standard: "What a dull, miserable, overcast day"
- I'm feeling quite drouthy: "ho piuttosto sete"; standard: "I'm feeling quite thirsty"
- That's a right (or real) scunner!: "è estremamente sgradevole"; standard: "That's extremely off-putting"
- It's a fair way to Skye from here: "c'è una gran bella distanza tra Skye e qui"; standard:  "It's a good distance to Skye from here"
- The picture still looks squint: "questo quadro sembra sghembo"; standard: "The picture still looks askew/awry"
- You'd better just caw canny: "faresti meglio a non eccedere"; standard: "You'd better just go easy/Don't overdo it"
- It's a sair fecht: "sta andando male"; standard: "It's a real struggle/It's hard going"
- His face is tripping him: "sembra stufo"; standard: "He's looking fed up"
- Just play the daft laddie: "agisci ingenuamente/simulati ignorante"; standard: "Act ingenuously/feign ignorance"
- You're looking a bit peely-wally: "sembri un po' stanco"; standard: "You're looking a bit off-colour"
- That's outwith my remit: "non è mia competenza farlo"; standard: "It's not part of my job to do that"
- It depends on what the high heid yins think: "dipende da cosa pensano i capi"; standard: "It depends on what the heads of the organisation/management think"
- I'll come round (at) the back of eight: "verrò attorno a dopo le otto"; standard: "I'll come round just after eight o'clock"